# Grotte di Devetashka
Le grotte di Devetashka (Деветашката пещера in bulgaro) è una grande grotta carsica, situata a 7 km a est di Letnitsa e a 15 km a nordest da Lovech, vicino al villaggio di Devetaki sulla riva orientale del fiume Osam, in Bulgaria. Il sito è stato occupato continuamente da paleo-umani per decine di migliaia di anni, è servito come rifugio di varie specie animali per vari periodi ed è attualmente casa di quasi 30000 pipistrelli.

## Località
Le grotte di Devetashka si trovano all'incirca a 2 km dal villaggio di Devetaki, con uno stretto sentiero presso il fiume che porta dal villaggio alla grotta.
Le grotte di Devetashka fanno attualmente parte di un parco pubblico che include una cascata. Lunga 2 km, e formata dalla dissoluzione di rocce solide, la grotta è caratterizzata da doline e da un fiume sotterraneo, ed è ricca di speleotemi, stalagmiti, stalattiti, rivoli e maestose cupole naturali.
All'entrata, il sito è largo 35 m e alto 30, e la caverna si allarga a 40 m formando uno spazio di 2400 m² e un'altezza tra i 60 e i 100 m. Le numerose aperture sul soffitto permettono alla luce del sole di entrarvi, in parte a causa dell'utilizzo commerciale del sito durante gli anni '50 del XX secolo.
Dopo una riscoperta nel 1921, gli scavi sono iniziati solo negli anni '50, rivelando un'occupazione umana quasi continua nel tardo Paleolitico; le tracce più antiche di presenza umana risalgono al Paleolitico medio, circa 70000 anni fa. Il sito contiene anche una delle più ricche fonti di artefatti culturali del Neolitico (6000 - 4000 a.C.).

## Fauna
Oltre ai reperti archeologici, le grotte di Devetashka fungono da habitat per varie specie animali. Il sito è completamente chiuso ai visitatori durante la stagione riproduttiva delle specie mammifere, ovvero tra i primi di giugno e fine luglio.
Nell'area si trovano 82 specie protette di uccelli, di cui 13 nella Lista rossa IUCN, 12 di anfibi e rettili, tra cui il colubro di Esculapio (Zamenis longissimus), il tritone (Triturus), la raganella (Hyla arborea) e la testuggine di Hermann (Testudo hermanni), e 34 di mammiferi, incluse 4 presenti nella Lista Rossa e di cui 15 specie di pipistrelli.